# Zona Franca (programa de televisió)

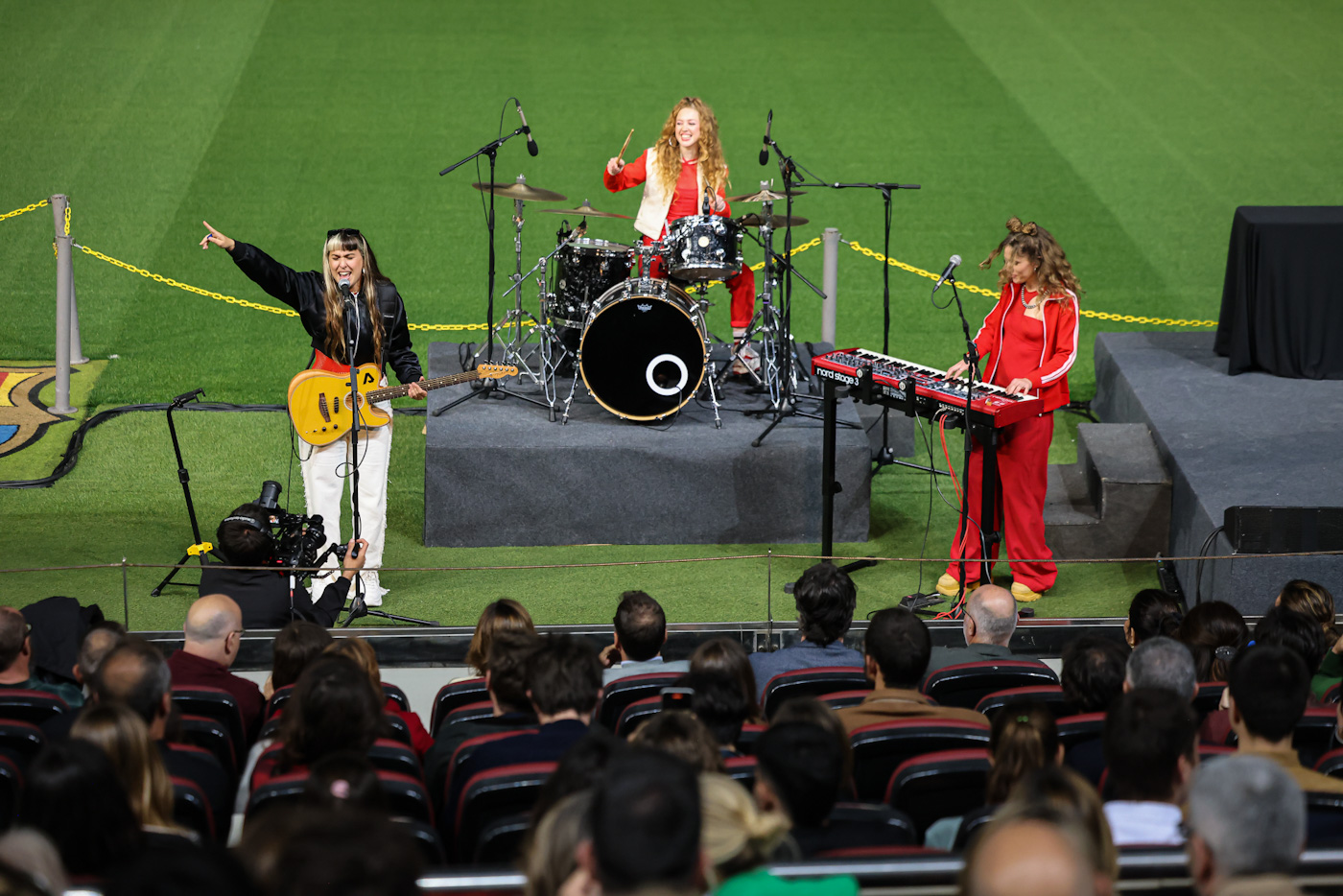
Actuació de la Mercabanda, grup sorgit del programa.

Zona Franca va ser un programa de televisió de sàtira, comèdia i espectacle en viu presentat inicialment per Joel Díaz en la seva estrena com a presentador de televisió.
El programa seguia l'estructura bàsica de programa d'entrevistes nocturn el qual s'inicia amb un monòleg, es passa a entrevistar una persona destacada de l'actualitat informativa, i segueixen les intervencions dels col·laboradors del programa, junt amb una banda de música en viu i la presència de públic al plató. A més del programa de televisió també generava contingut «nadiu» a un canal de Twitch, i continguts específics per Instagram o Twitter. El programa va ser una producció de Televisió de Catalunya amb la col·laboració d'Atomic Beat Media, una empresa creada i liderada per Joan Rufas i els productors executius Oriol Jara i Christian Serrano. En la seva primera emissió el 17 d'octubre de 2022 va aconseguir una audiència de 125.000 espectadors, un 11,6% de quota de pantalla.

## Controvèrsies
El programa va rebre diverses queixes per part del partit polític Ciutadans. La seva diputada Anna Grau, membre de la comissió de seguiment de la Corporació Catalana de Mitjans Audiovisuals (CCMA), va acusar el programa de partidista i esbiaixat. Una campanya a les xarxes socials per a denunciar el suposat insult hispanòfob de «Puta nit i bona Espanya» amb què Joel Díaz iniciava cada edició va aconseguir que Heineken retirés el patrocini al programa.
El 10 de novembre de 2022, es van fer unes bromes de la pedofília i la zoofília que eventualment van ser eliminades de l'episodi a la carta.
El 10 de gener de 2023, Joel Díaz i la cantant de la Mercabanda van versionar la cançó «Alegria» d'Antònia Font i la va titular «Españita». En ella van parodiar el feixisme de Vox i el ridícul comès pel seu candidat a l'ajuntament de Palma, Fulgencio Coll, després que titllés Antònia Font de grup «pràcticament desconegut» que «només canta en català».
El 26 de gener de 2023, el col·laborador del programa Manel Vidal, en la seva secció de consultoria política, va fer un gag en què situava ideològicament el PSC sobre una esvàstica en una brúixola política, fet pel qual va ser acomiadat. Dos dies després, el director de Televisió de Catalunya, Sigfrid Gras, en la comissió parlamentària de control de la CCMA va advertir que aquest tipus d'humor podia suposar la no continuïtat del programa. El 30 de gener de 2023, després de tres mesos d'emissió, Joel Díaz, així com també el col·laborador Magí Garcia, va decidir que deixava de presentar Zona Franca en protesta per la decisió de TV3 d'acomiadar Manel Vidal.
El 2 de febrer de 2023 l'humorista Isma Juárez, col·laborador del programa Alguna pregunta més? (APM?) va fer públic que havia rebutjat substituir Joel Díaz al capdavant del programa, segons va revelar que li havia ofert la cadena de televisió, en solidaritat amb ell. Finalment, la periodista i presentadora de televisió especialitzada en la retransmissió esportiva, Danae Boronat, va fer-se càrrec de la presentació del programa el 21 de febrer. Al mes de juny, després del canvi de presentador i una disminució significativa de l'audiència, TV3 va decidir cancel·lar el programa.